# Маккарли, Эрин
Э́рин Эли́забет Макка́рли (англ. Erin Elizabeth McCarley; род 8 января 1979, Техасе) — техасская певица, рок-музыкант и поэт-пессеник. Маккарли училась в Бэйлорском университете. Её музыку сравнивали со многими известными рок-музыкантами такими как Сара Бареллис, Регина Спектор и Шерил Кроу.

## Биография
Эрин интересовалась музыкой Фионы Эппл, Пэтти Гриффина и Грега Ласвелла.

### Музыкальная карьера
Маккарли жила и училась в штате Нашвилл, после окончания университета переехала в Сан-Диего, там она встерила продюсера Джейма Канни, совместно с ним записала альбом «Love, Save the Empty».
В 2008 году Эрин участвовала в музыкальном фестивале South by Southwest, там её заметила звукозаписывающая компания Universal Republic Records. Альбом «Love, Save the Empty» был выпущен 8 декабря 2008 года через ITunes, он находился на 86 позиции в Bellboard Top 200 Album. Первым синглом из альбома стала песня «Pony (I’ts OK)».
С 2008 Маккарли сотрудничала с певцом Cary Brothers, с ним она участвовала в фестивале South by Southwest. В 2008 по 2009 гг. она была участником группы Ten Out of Teen. Весь 2009 год Эрин сотрудничала с исполнителями Брета Денне, Джеймсом Моррисоном, Паоло Нутини и Марти Кирни. В 2013 году она исполнила песню «Re-Arr Again» с участием K.S. Rhoads.
28 августа 2012 в ITunes вышел второй альбом «My Stadium Electric».

## Дискография

### Альбомы
- Love, Save the Empty — 2009
- My Stadium Electric — 2012

### Синглы
- «Pony (It’s OK)» — 2008
- «Love, Save the Empty» — 2009
- «Pitter-Pat» — 2009
- «In My Viens feat. Anderw Belle» (Andrwe’ s Album The Ladder) — 2010
- «Every Sudway Car feat. Barenaked Ladies» — (Barenaked’ s Album All In Good Time) — 2010
- «Amder Waves» — 2012
- «Out Of The For» — 2015
- «G O O D» — 2016
- «DieDieDie» — 2017
- Trent Dabbs — Of The Go (Transition, Ready, Set Records. 6 августа 2010)
- Joshua Radin — They Bring Me To You (Simple Times, Mom & Pop Music Co. 8 сентября 2008)

Музыкальное видео
- «Love, Save the Empty» — Watch the Video Here

Сборник
- Ten Out of Tenn. Vol 2 (2008) — «Pony (It’s OK)»
- Ten Out of Tenn Christmas (2008) — «Little Drummer Boy»
- He’s Just That Not Into You (2009) — «Love, Save the Empty»
- Post Grad (2009) — «Pony (It’s OK)»[17]

## Телевидение
- Позднее шоу с Дэвидом Леттерманом — 6 января 2008
- Позднее шоу с Джей Лено — 12 февраля 2009
- Позднее шоу с Крейгом Фергюсоном — 29 мая 2009, 20 апреля 2010